# ワイワイパルサー2
ワイワイパルサー2は、1996年に山佐が開発・販売したパチスロ機である。

## 概要
ニューパルサーの後継機として登場。大量リーチ目、キャラクター路線などに変更はなくただ、時代の流れもあってビッグボーナス中のリプレイはずしの効果が高くなった。しかし、リプレイはずしの難易度はやや高く初心者にも比較的簡単にプレイできるマシンという同社の理念を覆すことになってしまう。
リーチ目はニューパルサーを踏襲したものが多いものの、リールにチェリーが4つ以上出るとリーチ目という一風変わった独特なリーチ目も存在し後に、『そんなカバな』などに繋がるものとなった。
本機に至っては、リーチ目などで話題を呼びヒットするものの時代が技術介入へ加速しはじめ『クランキーコンドル』などの「設定1でも機械割が100%超える」機種が主流になっていき、更にはリーチ目数2000通りなどというような機種も多く輩出されると1000通り程度のリーチ目では大量リーチ目とは言えなくなった。そのため一時は驚異的なシェアを誇り一時代を築いたニューパルサーであるがだんだん影が薄くなり、キングパルサーが登場するまでの間パルサーシリーズは受難の時を迎えるのであった。
同社はニューパルサー以降似たような機種をリリースする傾向があったためマンネリに陥り不振に喘ぐ結果となるのだがこの反省が活かされることなく後年、アルゼでも同様な結果を招くこととなる。